# دارخزکان استرالزی
دارخزک استرالزی (نام علمی: Climacteridae) نام یک تیره از راسته گنجشک‌سانان است.